# Sutton-in-the-Isle
Sutton-in-the-Isle est une paroisse civile et un village du Cambridgeshire, en Angleterre.